# 中村理恵
中村 理恵（なかむら りえ、本名：山田 理恵、旧姓：中村、1979年3月12日 - ）は、フリーアナウンサー。元モデル・タレント。

## 来歴・人物
- 佼成学園女子高校時代に、全国女子高生制服コレクションに応募、ノミネートされ、しばらく週刊ヤングジャンプのトップグラビアを飾る。以後、学習院女子短期大学時代までモデルとして活動する。
- 2001年9月 富山テレビ入社。
- 2005年4月 tvk移籍。なお、当時はタレントユニオンに所属しており、契約アナウンサーとして在籍していた。
- 『ハマランチョ』水曜日において、オープニングにてテミヤンと本人とのウクレレを生演奏していた。テミヤン、ハーフムーン（琢磨仁、琢磨啓子）と本人を含む4人のユニット"HAMA"を結成[3] し、いろいろなイベントに出演し演奏していた。
- 口元にほくろがあるが、これは母親からの遺伝である。
- 『新車ファイル クルマのツボ』を担当していたが、車の運転を初めてしたのは富山に居住してからである。オートマ限定免許所有。マニュアルの免許を取得しようと言う企画も用意されていたが、番組のリニューアルに伴い降板となり、実現することはなかった。
- 2009年11月に結婚[4]。

## 過去の出演番組
富山テレビ時代
- Youドキッ!たいむ　司会

テレビ神奈川時代
- 1230アッと!!ハマランチョ（水曜日担当）
- tvk NEWSハーバー（火・金曜日担当）
- 高校野球ニュース（7月高校野球神奈川大会開催期間中、2007年大会から）
- かわさき ほっとナビ　司会
- 新車ファイル クルマのツボ　アシスタント（ - 2007年10月1日）
- あっぱれ!KANAGAWA大行進
- ええじゃないか。　リリーフアシスタント（三重テレビ制作）

フリー
- tvkスポットニュース（7月高校野球神奈川大会開催期間中）